# Thập niên 930
Thập niên 930 hay thập kỷ 930 chỉ đến những năm từ 930 đến 939.